# АЕС Карачі
АЕС Карачі (англ. Karachi Nuclear Power Plant (KANUPP)) — діюча атомна електростанція на півдні Пакистану.
Станція розташована на березі Аравійського моря в провінції Сінд, за 25 кілометрів від Карачі.
Початком будівництва АЕС Карачі став 1966 рік, а через п'ять років станція дала перший струм. Перший і єдиний реактор на станції належить до типу канадських реакторів CANDU, потужністю 137 МВт, що і становить усю потужність АЕС Карачі. Це перша атомна електростанція в Пакистані і перша АЕС, побудована в мусульманській країні.
АЕС Карачі часто простоює внаслідок проблем з лініями електропередач. Подібні проблеми має, наприклад, і американська АЕС Пілігрим.
Неодноразово виникало питання про будівництво на майданчику АЕС Карачі додаткових енергоблоків, розглядалися проекти з китайськими реакторами. В листопаді 2013 року Пакистан і Китай підтвердили будівництво двох нових енергоблоків АЕС потужністю 1100 мвт кожен. Проект, вартість якого становила близько 10 млрд доларів, частково профінансований Китаєм (6,5 млрд доларів). Спочатку планувалося, що на нових блоках будуть використовуватися реактори з водою під тиском CAP1400, розроблені на базі реактора фірми Westinghouse AP1000, але згодом був обраний реактор китайського проекту Hualong One (HPR1000) спільної розробки двох основних китайських ядерних корпорацій — CNNC і CGN. 26 листопада 2013 року був закладений перший камінь в будівництво другого енергоблоку.
28 січня 2019 року завершено монтаж реактора другого енергоблоку. Планована дата запуску Карачі-2 — 2021 рік.

## Інциденти
18 жовтня 2011 року на пакистанській АЕС Карачі сталася аварійна зупинка через витік з реактора важкої води. Ситуація була взята під контроль і вже через сім годин проблема була ліквідована, а реактор знову запущений.

## Інформація про енергоблоки
| Енергоблок | Тип реакторів      | Потужність | Потужність | Початок будівництва | Фізпуск    | Підключення до мережі | Введення в експлуатацію | Закриття |
| Енергоблок | Тип реакторів      | Чиста      | Брутто     | Початок будівництва | Фізпуск    | Підключення до мережі | Введення в експлуатацію | Закриття |
| ---------- | ------------------ | ---------- | ---------- | ------------------- | ---------- | --------------------- | ----------------------- | -------- |
| Карачі-1   | PHWR, CANDU-137 MW | 90 МВт     | 125 МВт    | 01.08.1966          | 01.08.1971 | 18.10.1971            | 07.12.1972              | —        |
| Карачі-2   | PWR, HPR1000       | 1014 МВт   | 1100 МВт   | 20.08.2015          | —          | —                     | —                       | —        |
| Карачі-3   | PWR, HPR1000       | 1014 МВт   | 1100 МВт   | 31.05.2016          | —          | —                     | —                       | —        |